# Familiengrabstelle Nadler (Elsterwerda)
Die Familiengrabstelle Nadler ist ein unter Denkmalschutz gestelltes Grabmal, das sich auf dem ehemaligen Stadtfriedhof der Kleinstadt Elsterwerda im südbrandenburgischen Landkreis Elbe-Elster befindet, welcher in der Gegenwart als Stadtpark genutzt wird. Hier befindet es sich an der östlichen zur Scheunenstraße hingelegenen der Friedhofsmauer.

## Beschreibung und Geschichte

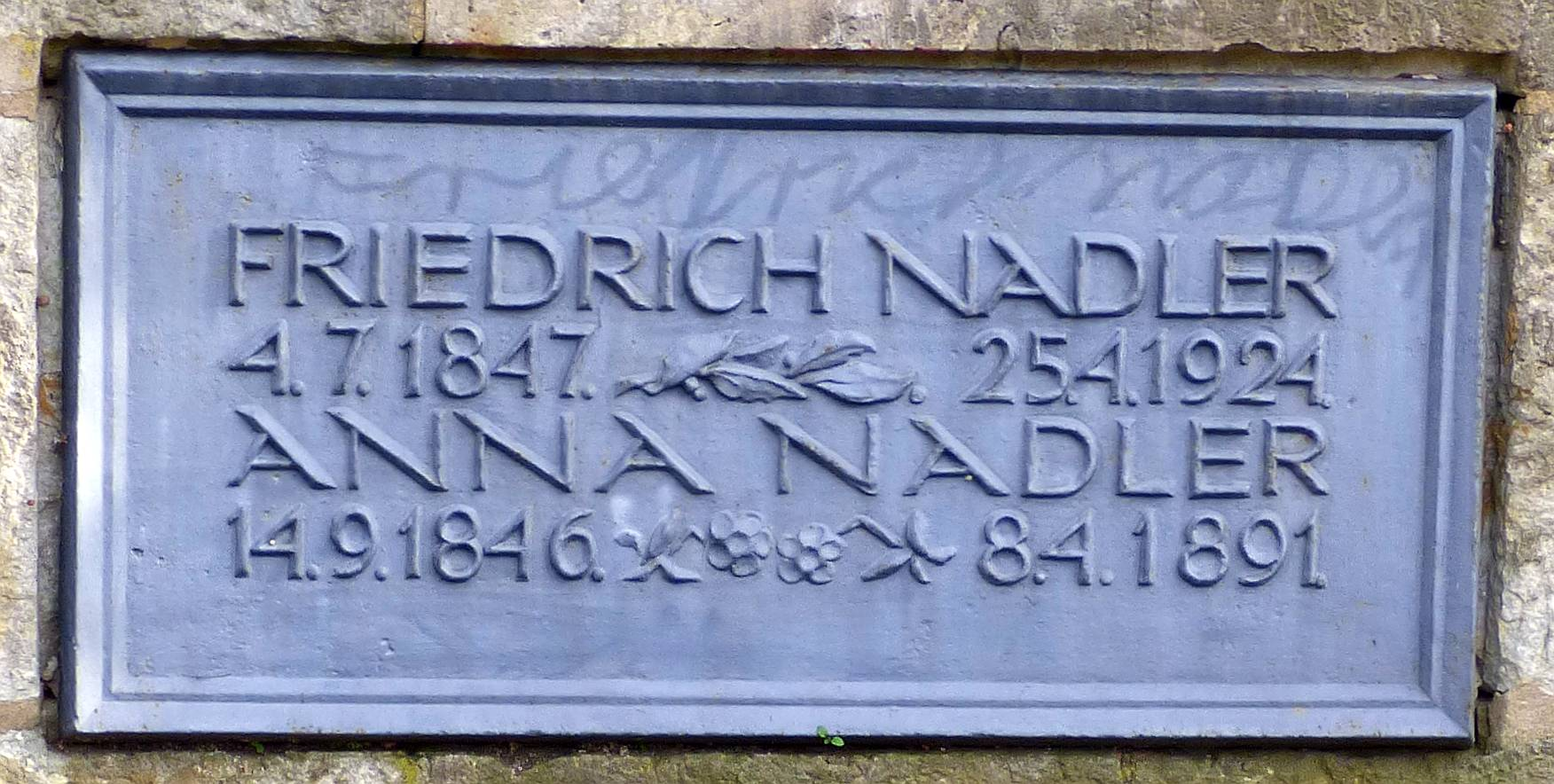
Gedenkplatte für Friedrich und Anna Nadler

Die Grabstätte wurde im Jahre 1924 nach dem Tod des Elsterwerdaer Seminarlehrers Friedrich Nadler (1847–1924) auf dem damaligen Friedhof der Stadt angelegt. Im örtlichen Denkmalverzeichnis ist das mit gusseisernen Namenstafeln versehene Grabmal unter der Erfassungsnummer 09135378 verzeichnet.
Weitere hier begrabene Personen sind seine Ehefrau Anna Nadler, geb. Mansfeld (1846–1891), sein Sohn der als Schradenmaler bekannt gewordene Künstler Hans Nadler (1879–1958) und dessen Ehefrau Elfriede Nadler, geb. Weise (1884–1936).
Auf dem alten Stadtfriedhof sind nur noch wenige Gräber erhalten geblieben. Er dient heute als Stadtpark. Im Jahre 2010 wurde die Grabanlage der Familie Nadler gemeinsam mit dem benachbarten Grab des einstigen Bürgermeisters der Stadt Elsterwerda und Reichstagsabgeordneten Albert Wilde (1854–1919) einer Sanierungsmaßnahme unterzogen. Im Zuge dessen wurde auch eine gusseiserne Gedenkplatte angebracht, auf welcher dem Denkmalpfleger Hans Nadler (1910–2005) gedacht wird. Der Sohn des gleichnamigen Malers wurde im Jahre 1989 zum Ehrenbürger der Stadt Elsterwerda ernannt. Er verstarb 2005 in Dresden, wo er auf dem Waldfriedhof Weißer Hirsch begraben ist.

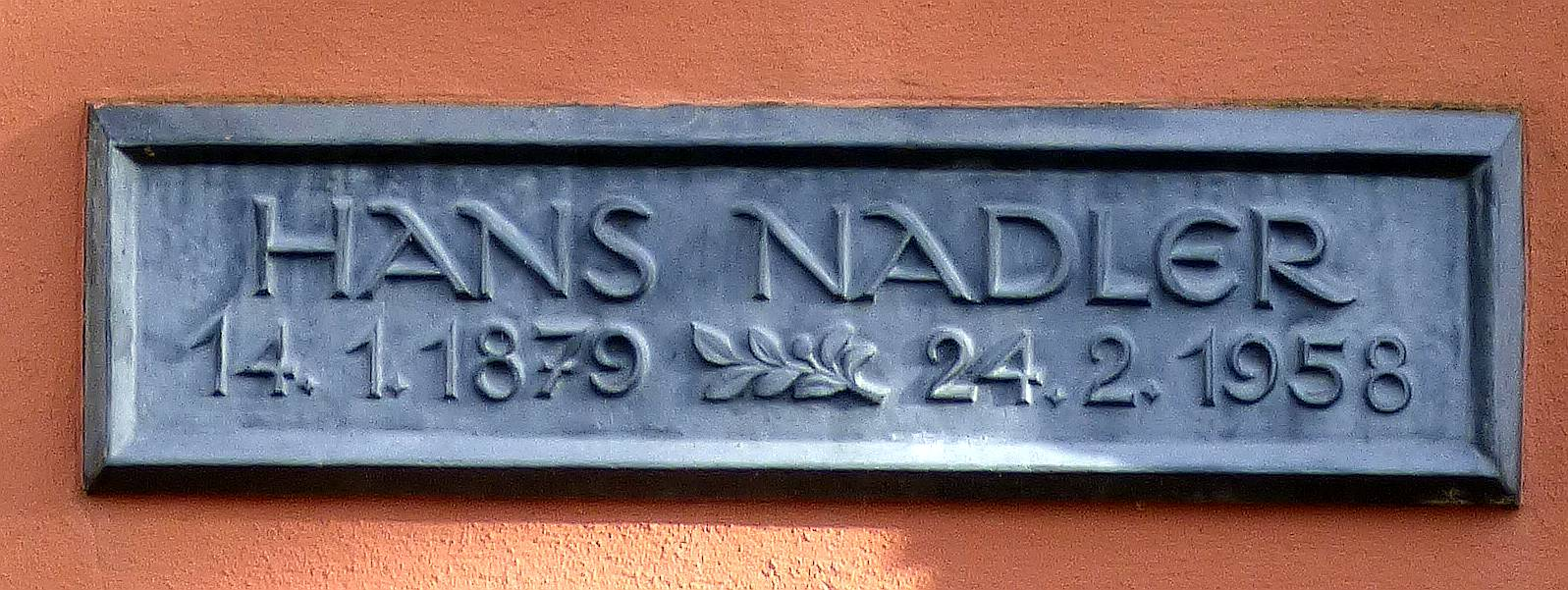
Gedenkplatte den Maler Hans Nadler
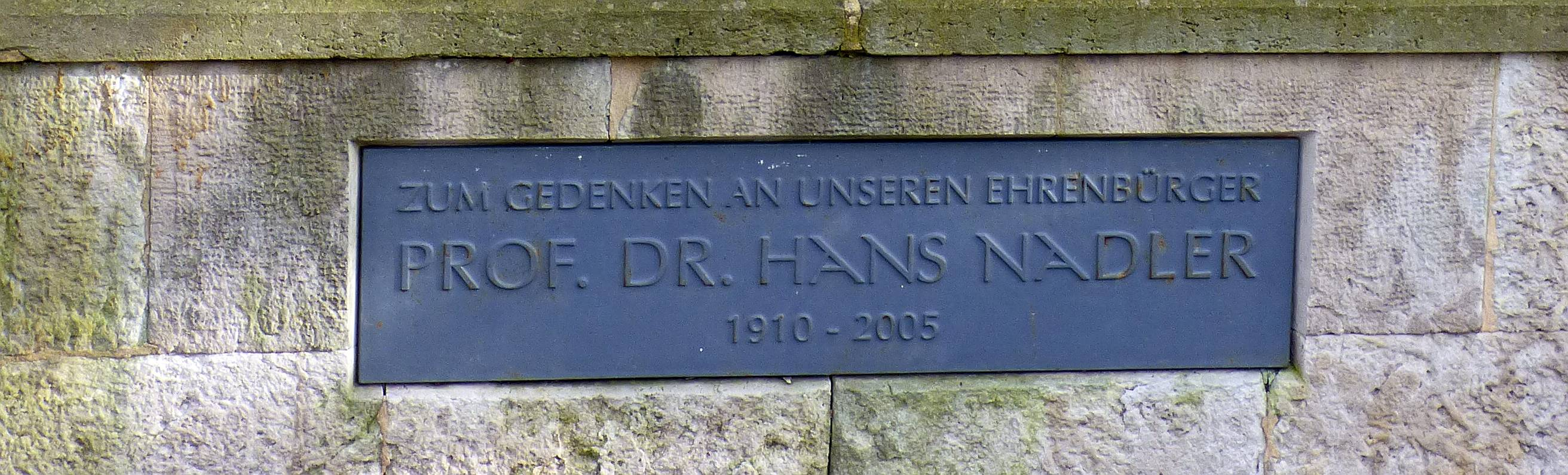
Gedenkplatte für den Denkmalpfleger und Ehrenbürger Hans Nadler
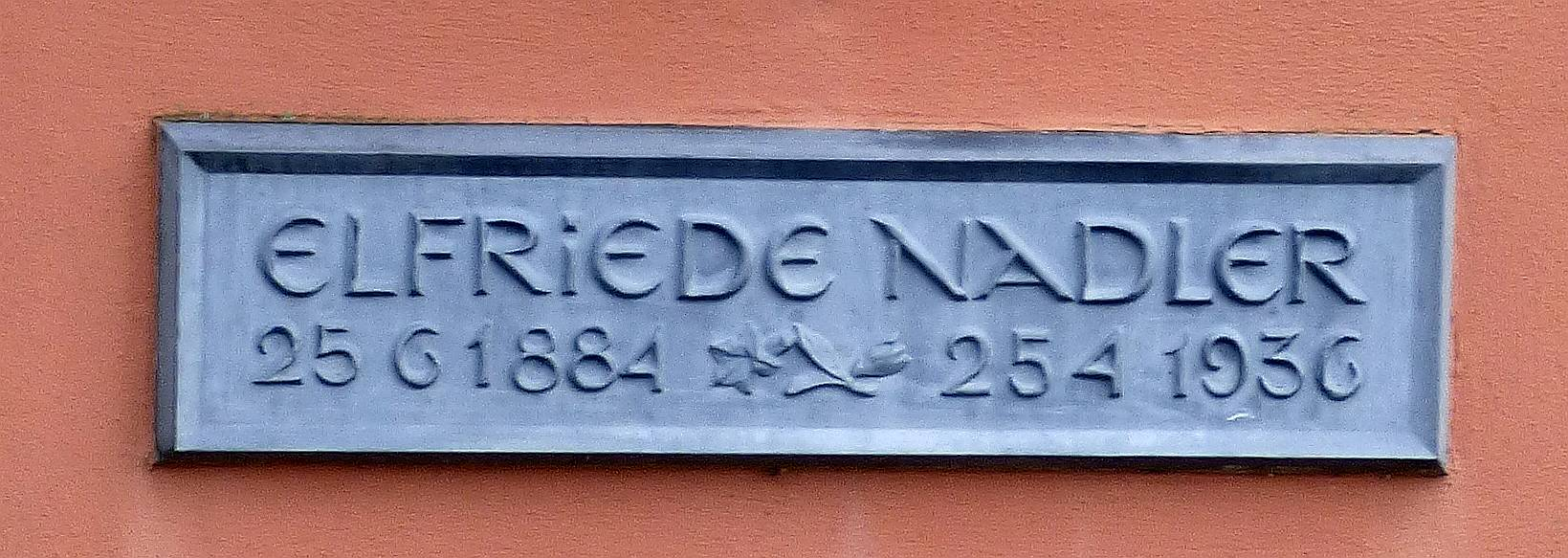
Gedenkplatte für Elfriede Nadler

## Das Wirken der Nadlers

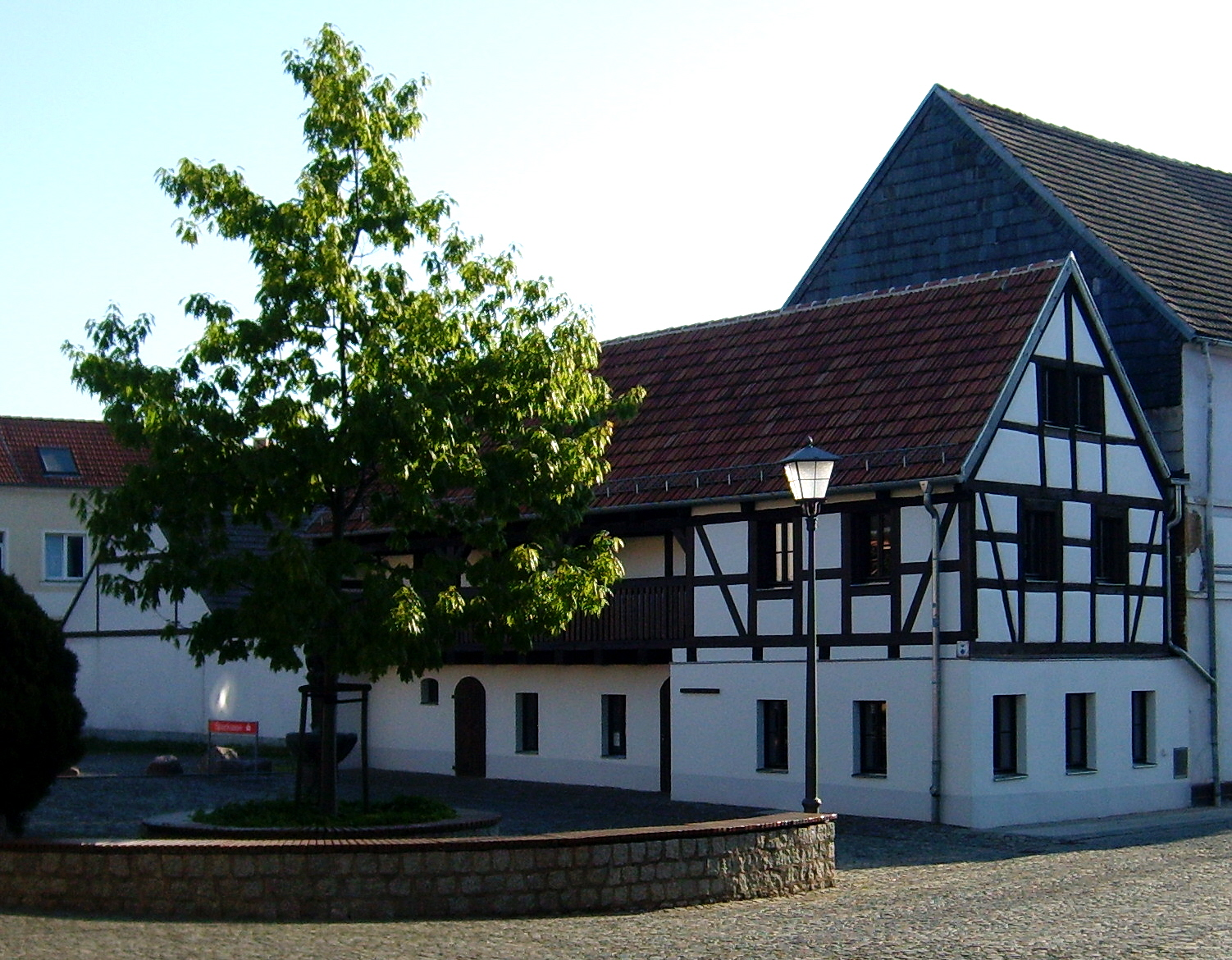
Die Kleine Galerie „Hans Nadler“

Durch das Wirken der Familie Nadler ist die Stadt Elsterwerda eng mit ihr verbunden. Während Friedrich Nadler am „Königlich-Preußischen Lehrerseminar“ in der Stadt wirkte, das er einst selbst besucht hatte, wurde sein Sohn Hans in der Umgebung vor allem als ein Künstler bekannt, der die Menschen und Landschaft des benachbarten Schradens in seinen Bildern festhielt. Aber auch er wirkte zeitweilig als Lehrer in der Stadt. Überregionale Bekanntheit erlangte er durch die Kunstausstellung im Jahre 1912 in Dresden, wo er große Ölgemälde und eine Anzahl von Radierungen ausstellen konnte. Ein Sgraffito von ihm ist noch in der Gegenwart an der Dresdener Augustusbrücke ständig der Öffentlichkeit zugänglich.
In Elsterwerda würdigt die Kleine Galerie „Hans Nadler“ seit 1980 seinem Schaffen. Auch sein Sohn setzte sich in Ende der 1970er Jahre aktiv dafür ein, diese in einem historischen Fachwerkhaus aus der Zeit um 1720/25 in der Innenstadt einzurichten. Außerdem wird mit der Straße „Hans-Nadler-Eck“ im Stadtteil Elsterwerda-West dem Wirken Nadlers gedacht.
Sein gleichnamiger Sohn Hans Nadler war sächsischer Landeskonservator. Er wurde vor allem durch seinen vehementen Einsatz für den Erhalt der durch den Zweiten Weltkrieg beschädigten Baudenkmäler in Dresden bekannt.